# 三重県第5区
三重県第5区（みえけんだい5く）は、日本の衆議院議員総選挙における選挙区。1994年（平成6年）の公職選挙法改正で設置。2017年に廃止され、4区の区域に変更されている。

## 区域
2017年（平成29年）の公職選挙法改正で廃止され、4区の区域に移行した。
2013年（平成25年）公職選挙法改正から2017年の小選挙区改定までの区域は以下のとおりである。
- 伊勢市
- 尾鷲市
- 鳥羽市
- 熊野市
- 志摩市
- 度会郡
- 北牟婁郡
- 南牟婁郡

1994年（平成6年）公職選挙法改正から2013年の小選挙区改定までの区域は以下のとおりである。
- 伊勢市
- 尾鷲市
- 鳥羽市
- 熊野市
- 度会郡
- 志摩郡
- 北牟婁郡
- 南牟婁郡

## 歴史
三重県は北部では新生党・新進党の流れをくむ民主党の勢力が強く、民主王国とされるが、この三重5区は自由民主党が強い選挙区である。北部の伊勢市では勢力が拮抗しているが、南部の志摩地方・東紀州地方は自民党の牙城となっている。
長らく元内閣官房長官の藤波孝生が地盤としており、根強い支持を持っていたが、リクルート事件で有罪判決を受けたことに対する批判も多く、当時は決して自民党にとっての盤石な地盤ではなかった。
その後、2003年の衆院選前に藤波が引退し、後継争いとなったが、公認を受けた三ツ矢憲生に支持が集まり、民主党の候補に比例復活を許さない程の保守王国となっていた。自民党に対し強い逆風が吹いた第45回衆議院議員総選挙では民主党候補に2,811票差まで詰められ、比例復活を許したが、第46回衆議院議員総選挙では再び比例復活を許さず圧勝した。
2017年6月9日に改正公職選挙法が成立し、同年7月15日に施行されて、三重県第5区は廃止された。廃止後、三ツ矢は4区で当選を続けていたが、2021年に政界を引退している。

## 小選挙区選出議員
| 選挙名                 | 年                 | 当選者     | 党派       |
| ---------------------- | ------------------ | ---------- | ---------- |
| 第41回衆議院議員総選挙 | 1996年（平成8年）  | 藤波孝生   | 自由民主党 |
| 第42回衆議院議員総選挙 | 2000年（平成12年） | 藤波孝生   | 無所属     |
| 第43回衆議院議員総選挙 | 2003年（平成15年） | 三ツ矢憲生 | 自由民主党 |
| 第44回衆議院議員総選挙 | 2005年（平成17年） | 三ツ矢憲生 | 自由民主党 |
| 第45回衆議院議員総選挙 | 2009年（平成21年） | 三ツ矢憲生 | 自由民主党 |
| 第46回衆議院議員総選挙 | 2012年（平成24年） | 三ツ矢憲生 | 自由民主党 |
| 第47回衆議院議員総選挙 | 2014年（平成26年） | 三ツ矢憲生 | 自由民主党 |

## 選挙結果
時の内閣：第2次安倍改造内閣 解散日：2014年11月21日 公示日：2014年12月2日
当日有権者数：27万6155人 最終投票率：58.62%（前回比：4.65%） （全国投票率：52.66%（6.66%））
| 当落 | 候補者名   | 年齢 | 所属党派   | 新旧 | 得票数   | 得票率 | 惜敗率 | 推薦・支持 | 重複 |
| ---- | ---------- | ---- | ---------- | ---- | -------- | ------ | ------ | ---------- | ---- |
| 当   | 三ツ矢憲生 | 64   | 自由民主党 | 前   | 86,104票 | 54.44% | ――     | 公明党     |      |
|      | 藤田大助   | 38   | 民主党     | 元   | 58,884票 | 37.23% | 68.39% |            | ○    |
|      | 内藤弘一   | 50   | 日本共産党 | 新   | 13,170票 | 8.33%  | 15.30% |            |      |

- 本選挙区廃止後の第48回衆議院議員総選挙では、三ツ矢・藤田は新4区（区割り変更で大半が本選挙区の区域をそのまま引き継いだものとなっている）から立候補している。

時の内閣：野田第3次改造内閣 解散日：2012年11月16日 公示日：2012年12月4日
当日有権者数：28万1210人 最終投票率：63.27%（前回比：10.82%） （全国投票率：59.32%（9.96%））
| 当落 | 候補者名   | 年齢 | 所属党派   | 新旧 | 得票数    | 得票率 | 惜敗率 | 推薦・支持 | 重複 |
| ---- | ---------- | ---- | ---------- | ---- | --------- | ------ | ------ | ---------- | ---- |
| 当   | 三ツ矢憲生 | 62   | 自由民主党 | 前   | 101,327票 | 58.87% | ――     | 公明党     |      |
|      | 藤田大助   | 36   | 民主党     | 前   | 56,489票  | 32.82% | 55.75% |            | ○    |
|      | 内藤弘一   | 48   | 日本共産党 | 新   | 14,293票  | 8.30%  | 14.11% |            |      |

時の内閣：麻生内閣 解散日：2009年7月21日 公示日：2009年8月18日
当日有権者数：28万9477人 最終投票率：74.09%（前回比：2.14%） （全国投票率：69.28%（1.77%））
| 当落 | 候補者名   | 年齢 | 所属党派   | 新旧 | 得票数    | 得票率 | 惜敗率 | 推薦・支持 | 重複 |
| ---- | ---------- | ---- | ---------- | ---- | --------- | ------ | ------ | ---------- | ---- |
| 当   | 三ツ矢憲生 | 58   | 自由民主党 | 前   | 105,188票 | 49.90% | ――     |            |      |
| 比当 | 藤田大助   | 32   | 民主党     | 新   | 102,377票 | 48.57% | 97.33% |            | ○    |
|      | 大原忍     | 58   | 幸福実現党 | 新   | 3,228票   | 1.53%  | 3.07%  |            |      |

- なお、3候補はすべて三重県立伊勢高等学校の卒業生である。

時の内閣：第2次小泉改造内閣 解散日：2005年8月8日 公示日：2005年8月30日
当日有権者数：29万7377人 最終投票率：71.95%（前回比：5.56%） （全国投票率：67.51%（7.65%））
| 当落 | 候補者名   | 年齢 | 所属党派   | 新旧 | 得票数    | 得票率 | 惜敗率 | 推薦・支持 | 重複 |
| ---- | ---------- | ---- | ---------- | ---- | --------- | ------ | ------ | ---------- | ---- |
| 当   | 三ツ矢憲生 | 54   | 自由民主党 | 前   | 117,768票 | 55.94% | ――     |            | ○    |
|      | 金子洋一   | 43   | 民主党     | 新   | 83,737票  | 39.78% | 71.10% |            | ○    |
|      | 谷中三好   | 45   | 日本共産党 | 新   | 9,003票   | 4.28%  | 7.64%  |            |      |

- 金子は第45回後に行われた参議院神奈川選挙区の補欠選挙に出馬し、当選。

時の内閣：第1次小泉第2次改造内閣 解散日：2003年10月10日 公示日：2003年10月28日
当日有権者数：29万9411人 最終投票率：66.39%（前回比：1.92%） （全国投票率：59.86%（2.63%））
| 当落 | 候補者名   | 年齢 | 所属党派   | 新旧 | 得票数    | 得票率 | 惜敗率 | 推薦・支持 | 重複 |
| ---- | ---------- | ---- | ---------- | ---- | --------- | ------ | ------ | ---------- | ---- |
| 当   | 三ツ矢憲生 | 52   | 自由民主党 | 新   | 111,840票 | 57.66% | ――     |            | ○    |
|      | 金子洋一   | 41   | 民主党     | 新   | 71,937票  | 37.09% | 64.32% |            | ○    |
|      | 長坂正春   | 52   | 日本共産党 | 新   | 8,251票   | 4.25%  | 7.38%  |            |      |
|      | 山中精一   | 71   | 無所属     | 新   | 1,928票   | 0.99%  | 1.72%  |            | ×    |

- 前回、比例で復活当選した山村健は出馬を断念した。

時の内閣：第1次森内閣 解散日：2000年6月2日 公示日：2000年6月13日
当日有権者数：30万1489人 最終投票率：64.47%（前回比：6.01%） （全国投票率：62.49%（2.84%））
| 当落 | 候補者名   | 年齢 | 所属党派   | 新旧 | 得票数   | 得票率 | 惜敗率 | 推薦・支持 | 重複 |
| ---- | ---------- | ---- | ---------- | ---- | -------- | ------ | ------ | ---------- | ---- |
| 当   | 藤波孝生   | 67   | 無所属     | 前   | 85,254票 | 46.17% | ――     |            | ×    |
| 比当 | 山村健     | 43   | 民主党     | 新   | 82,222票 | 44.53% | 96.44% |            | ○    |
|      | 黒木騎代春 | 46   | 日本共産党 | 新   | 17,168票 | 9.30%  | 20.14% |            |      |

- 藤波は有罪が確定したため自民党を離党し無所属で出馬。
- 山村はその後、代表選への対応に抗議し離党。政党・尊命に参加した。

時の内閣：第1次橋本内閣 解散日：1996年9月27日 公示日：1996年10月8日
当日有権者数：30万1765人 最終投票率：58.46% （全国投票率：59.65%（8.11%））
| 当落 | 候補者名   | 年齢 | 所属党派   | 新旧 | 得票数    | 得票率 | 惜敗率 | 推薦・支持 | 重複 |
| ---- | ---------- | ---- | ---------- | ---- | --------- | ------ | ------ | ---------- | ---- |
| 当   | 藤波孝生   | 63   | 自由民主党 | 元   | 115,959票 | 72.79% | ――     |            | ○    |
|      | 黒木騎代春 | 42   | 日本共産党 | 新   | 43,344票  | 27.21% | 37.38% |            |      |